# Nydammen (Leksands socken, Dalarna)
Nydammen var en sjö, nu våtmark, i Leksands kommun i Dalarna och ingår i Dalälvens huvudavrinningsområde.